# 10-та окрема бригада спеціального призначення (РФ)
10-та окрема бригада спеціального призначення (10 ОБрСпП, в/ч 51532) — формування військ спеціального призначення Збройних сил Російської Федерації чисельністю у бригаду. Підпорядковується ГУ ГШ ЗС РФ. Дислокується на хуторі Молькін у межах муніципального району міста Гарячий Ключ Краснодарського краю у Південному військовому окрузі.

## Історія
Бригада була створена в 2003 році, коли у Молькін було передислоковано особовий і командний склад військових частин 46266 і 11659. В Росії вона стала вважатися правонаступницею радянської 10-ї бригади спеціального призначення, хоча не має до неї відношення.
У 2004 році бригада вела бойові дії у Чечні. 2011 року бригаду нагороджено орденом Жукова.
На базі бригади на хуторі Молькін розташований тренувальний табір «Молькіно» приватної військової компанії Вагнера, де російські найманці готуються перед «відрядженнями», зокрема, до України та Сирії.
Бере участь у повномаштабному вторгненні РФ в Україну. Воювала на Харківському та Херсонському напрямках.

## Склад
До складу бригади входять:
- 85-й, 95-й, 104-й та 551-й окремі загони спеціального призначення (у кожному 3 роти),
- загін спецрадіозв'язку (2 роти),
- школа молодших спеціалістів (2 навчальні роти),
- рота спецозброєння (включно зі взвод БПЛА),
- рота матеріального забезпечення,
- рота технічного забезпечення,
- рота охорони й супроводу,
- рота медичного забезпечення,
- управлінські підрозділи.

## Втрати
Із відкритих джерел відомо про 2 загиблих бійців бригади у Другій чеченській війні, 3 загиблих бійців в війні з Грузією і щонайменш 15 — у російсько-українській війні:  

## Озброєння
- 25 од. БТР-80
- 12 од. ГАЗ-233014 СТС Тигр
- Iveco LMV Рись
- 10 од. Урал-63095 «Тайфун-У».